# Еш (Цюрих)
Еш (нім. Aesch ZH) — громада  в Швейцарії в кантоні Цюрих, округ Дітікон.

## Географія
Громада розташована на відстані близько 90 км на північний схід від Берна, 9 км на південний захід від Цюриха.
Еш має площу 5,2 км², з яких на 9,2% дозволяється будівництво (житлове та будівництво доріг), 57,4% використовуються в сільськогосподарських цілях, 33,2% зайнято лісами, 0,2% не є продуктивними (річки, льодовики або гори).

## Демографія
2019 року в громаді мешкало 1669 осіб (+61,4% порівняно з 2010 роком), іноземців було 20%. Густота населення становила 319 осіб/км².
За віковим діапазоном населення розподілялося таким чином: 21,6% — особи молодші 20 років, 61,1% — особи у віці 20—64 років, 17,3% — особи у віці 65 років та старші. Було 717 помешкань (у середньому 2,3 особи в помешканні).
Із загальної кількості 342 працюючих 40 було зайнятих в первинному секторі, 57 — в обробній промисловості, 245 — в галузі послуг.